# Гимназия № 1 (Саратов)
Гимназия № 1 — муниципальное автономное общеобразовательное учреждение Октябрьского района г. Саратова, с 2019 года является базовой школой РАН.

## История

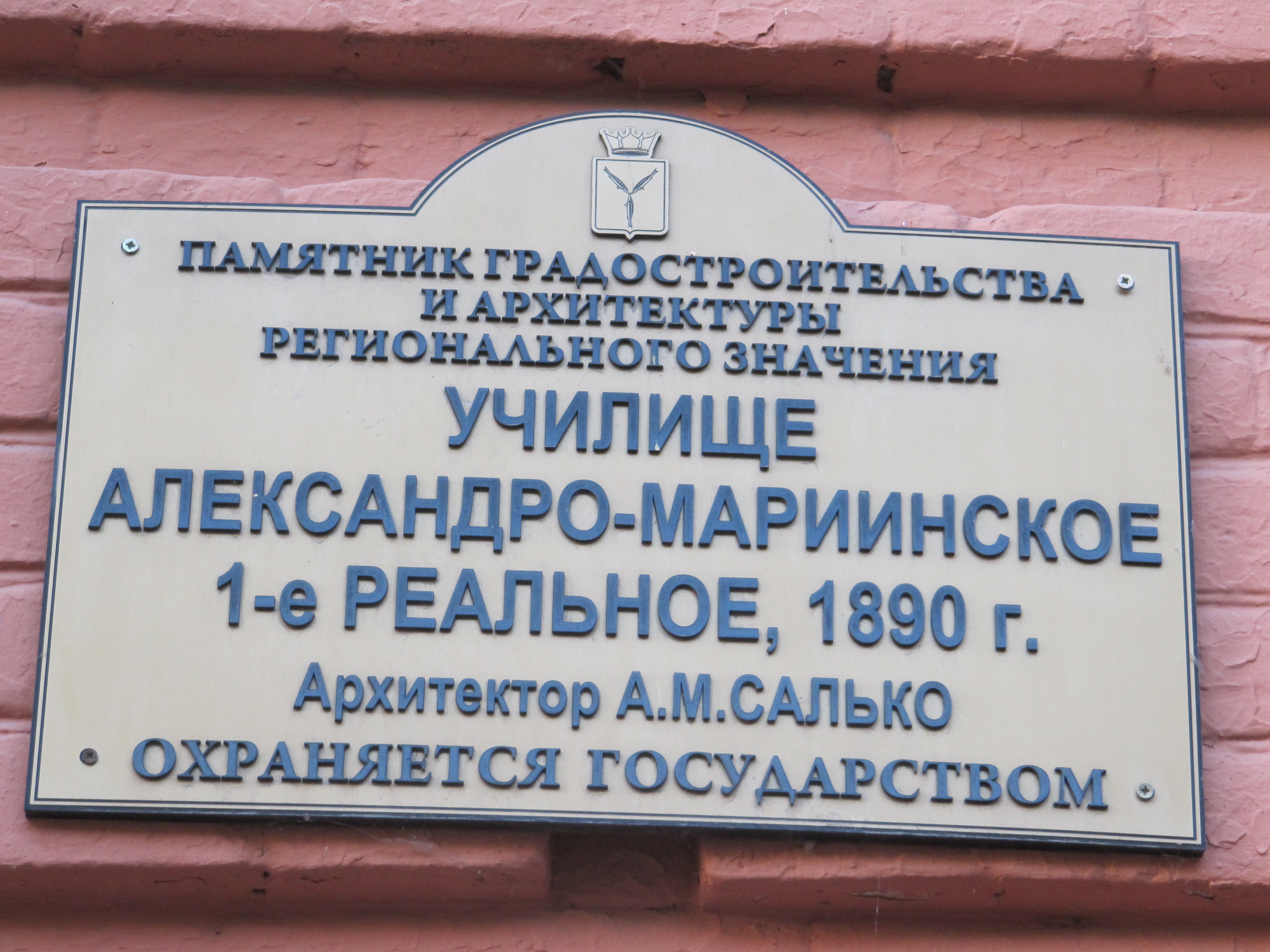

23 сентября 1873 года в Саратове было учреждено и открыто подчинённое Казанскому учебному округу Саратовское Александро-Мариинское мужское реальное училище. Здание, в котором в настоящее время располагается гимназия (кабинеты 1—32), было возведено в 1890 году по проекту архитектора А. М. Салько и является памятником градостроительства и архитектуры регионального значения. Спустя три года в 1893 году в пристройке к основному зданию реального училища был освящён домовый Алексиево-Сергиевский храм.
Большой вклад в развитие реального училища внёс П. А. Герман (директор в 1884-94 г.г.), под руководством которого была чётко выстроена система образования, заведена строгая отчётность и обретена финансовая стабильность, а также М. А. Александров (директор в 1907-17 г.г.), обеспечивший приоритет училища среди растущего числа учебных заведений г. Саратова.
О престижности обучения в Саратовском реальном училище говорит тот факт, что в 1897 году на 30 свободных мест было подано 70 заявлений о поступлении, а в первый класс не принято за недостатком мест выдержавших экзамен 63 человека.
В этом здании размещались:
- Саратовское I-ое Александро-Мариинское реальное училище (1890—1918),
- 3-я советская трудовая школа второй ступени (1918—1930),
- 16-я школа ФЗС (фабрично-заводская семилетка) второй ступени, преобразованная позднее в 16-ю среднюю школу (1931—1941),
- 3-й интернат для испанских детей (июль—сентябрь 1941),
- эвакогоспиталь № 3931 (1941—1947),
- 19-я школа (1948—1990, изначально мужская, затем общеобразовательная).

До 1974 года директором 19-й школы был П. А. Ерохин, в 1974—1986 гг. — В. Г. Рощин. В 1990 г. 19-я школа была преобразована в первую в Саратове многопрофильную гимназию. С 1986 г. до апреля 2013 г. школой руководила М. М. Стрункова, учитель русского языка и литературы. В настоящее время директором школы является И. Р. Гайнутдинова, до этого занимавшая должность директора школы № 95.

## Известные ученики и работники

- Антонов Олег Константинович, авиаконструктор, Герой Социалистического Труда, лауреат Ленинской и Государственной премий, академик (учился в 1915—1920 гг.); на здании гимназии установлена мемориальная доска
- Рудомино Маргарита Ивановна, основатель Всероссийской государственной библиотеки иностранной литературы (работала с 1918 г.); 13.04.2007[7] на здании гимназии открыта мемориальная доска
- Южилин Александр Григорьевич, герой Советского Союза, лётчик (учился в 1925—1932 гг.); на здании гимназии установлена мемориальная доска
- Трубецков Дмитрий Иванович — советский и российский физик, член-корреспондент РАН с 7 декабря 1991 года по Секции физики, энергетики, радиоэлектроники, заслуженный деятель науки РФ, ректор Саратовского государственного университета им. Н. Г. Чернышевского, в 1955 году окончил с золотой медалью среднюю школу № 19.
- Ерохин Павел Акимович, заслуженный учитель РСФСР (работал директором в 1943—1974 гг.); 16.09.2005[8] на здании гимназии открыта мемориальная доска

## Гимназия сегодня
Заслуженные учителя Российской Федерации:
- Аркадакская Нина Петровна
- Распарин Владимир Николаевич
- Рожкова Наталья Дмитриевна
- Чернышова Наталья Николаевна
- Никитина Вера Алексеевна
- Маринина Светлана Вадимовна

Лауреаты премии Президента в области образования:
- Ерёменко Галина Владимировна
- Чернышова Наталья Николаевна
- Ивлиева Ольга Витальевна
- Ершова Анна Жаковна
- Гекалюк Мария Сергеевна
- Мясникова Наталья Алексеевна
- Зубашкова Татьяна Николаевна
- Ким Елена Петровна

## Галерея

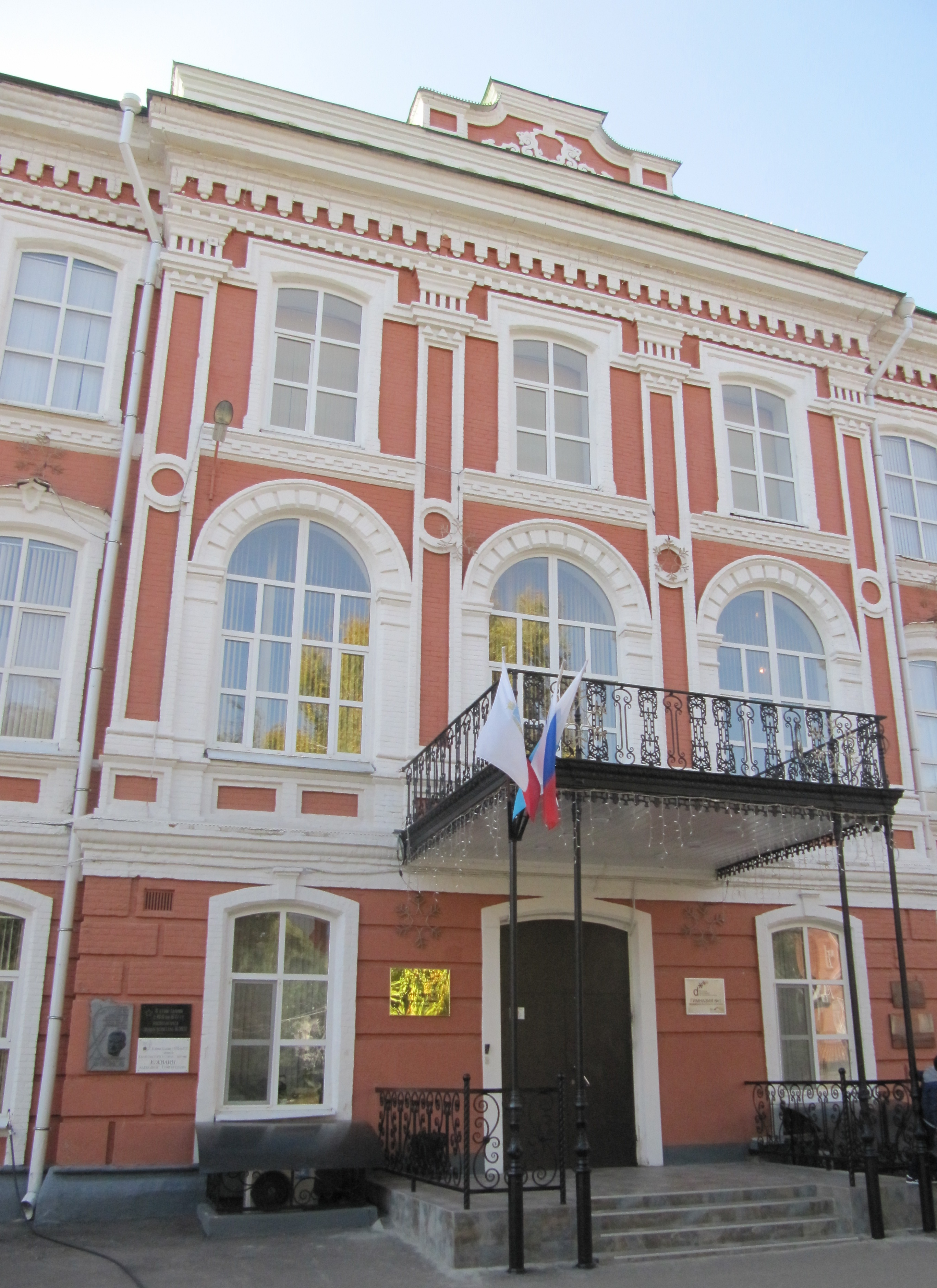
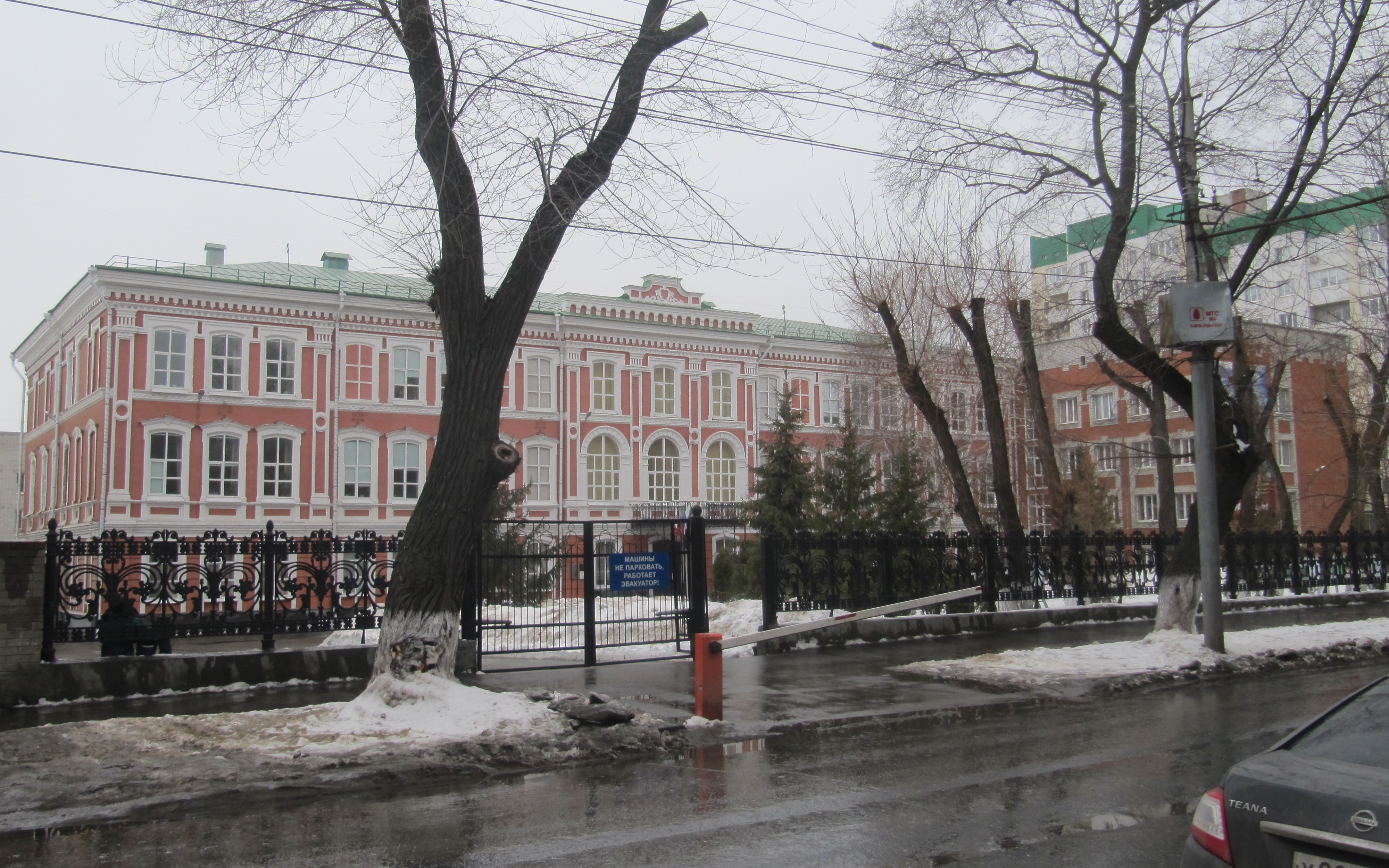